# ليلي ويلكينسون
ليلي ويلكينسون (بالإنجليزية: Lili Wilkinson)‏ هي مؤلفة وكاتِبة وكاتبة للأطفال أسترالية، ولدت في 7 أبريل 1981 في ملبورن في أستراليا.

## وصلات خارجية
- الموقع الرسمي